# Messerschmitt Bf 109TL
De Messerschmitt Bf 109TL is een jachtvliegtuig ontworpen door de Duitse vliegtuigontwerper Messerschmitt.
De ontwikkeling van de Me 262 verliep niet altijd volgens plan en men wilde voor de zekerheid een toestel achter de hand hebben mocht de ontwikkeling van de Me 262 grote vertraging oplopen of geheel worden gestopt. Het toestel dat men hiervoor ging ontwikkelen was de Messerschmitt Bf 109TL (Turbo-Laden Strahltriebwerk).
Het project werd opgestart na een bijeenkomst met het RLM van 22 januari 1943. Tegen die tijd waren er slechts 3 prototypen gebouwd van de Me 262.
De vleugels werden aangepast voor het plaatsen van de twee straalmotoren, deze kwamen van het Me 409 project. Er werd een neuswiel landingsgestel geplaatst, afkomstig van de Me 309.
De romp was afkomstig van de Me 155. Deze werd voorzien van een nieuwe staartsectie en neus. De bewapening werd geheel in de rompneus aangebracht. Deze zou bestaan uit twee 20 mm MG151/20 kanonnen met 120 schoten elk en twee 30 mm MK103 kanonnen. Een latere uitvoering zou nog worden voorzien van twee 30 mm MK103 kanonnen in de vleugelwortels.
Uit berekeningen was in de tussentijd duidelijk geworden dat het toestel over betere prestaties zou beschikken dan de Me 262. In maart 1943 werd er echter besloten dat er zoveel aanpassingen moesten worden aangebracht dat er geen tijdwinst kon worden behaald ten opzichte van de ontwikkeling en bouw van de Me 262. Hierdoor werd de verdere ontwikkeling stilgelegd
Vooroorlogse ontwerpen:
S 7 ·
S 8 ·
S 9 ·
S 10 ·
S 13 ·
S 14 ·
S 15 ·
S 16 ·
M 17 ·
M 18 ·
M 19 ·
M 20 ·
M 21 ·
M 22 ·
M 23 ·
M 24 ·
M 25 ·
M 26 ·
M 27 ·
M 28 ·
M 29 ·
M 30 ·
M 31 ·
M 33 ·
M 35 ·
M 36 · 
M 37
Ontwerpen 1933-1945:
Bf 108 · 
Bf 109 ·
Bf 109TL ·
Bf 109Z ·
Bf 110 ·
Bf 161 ·
Bf 162 ·
Me 163 · 
Me 209 ·
Me 210 ·
Me 261 ·
Me 262 · 
Me 263 ·
Me 264 · 
Me 265 · 
Me 290 · 
Me 309 ·
Me 309Z ·
Me 321 · 
Me 323 · 
Me 328 · 
Me 334 ·
Me 410 · 
Me 509 · 
Projecten tot 1945:
P.1051 ·
P.1062 ·
P.1065 ·
P.1070 ·
P.1073 ·
P.1092 ·
P.1095 ·
P.1099 ·
P.1100 ·
P.1101 ·
P.1102 ·
P.1103 ·
P.1104 ·
P.1106 ·
P.1107 ·
P.1108 ·
P.1109 ·
P.1110 ·
P.1111 ·
P.1112
Libelle ·
Schwalbe ·
Wespe ·
P.08.01 ·
Zerstörer Project II
Overig:
C-44